# Redortiers
Redortiers ist eine Gemeinde in Südfrankreich mit 89 Einwohnern (Stand 1. Januar 2022) im Département Alpes-de-Haute-Provence in der Region Provence-Alpes-Côte d’Azur. Sie gehört zum Arrondissement Forcalquier und zum Kanton Reillanne. Die Bewohner nennen sich die Redortiérins.

## Geographie
Die Gemeindegemarkung umfasst die Ortsteile Le Contadours, Les Martins und Le Poisson.
Die Gemeinde grenzt im Nordwesten an Les Omergues, im Nordosten an Montfroc, im Osten an La Rochegiron, im Südosten an Banon, im Südwesten an Montsalier und im Westen an Revest-du-Bion.

## Bevölkerungsentwicklung
Die höchste Bevölkerungszahl wurde 1831 erreicht.
| Jahr      | 1793 | 1800 | 1831 | 1861 | 1901 | 1931 | 1962 | 1968 | 1975 | 1982 | 1990 | 1999 | 2008 | 2012 |
| --------- | ---- | ---- | ---- | ---- | ---- | ---- | ---- | ---- | ---- | ---- | ---- | ---- | ---- | ---- |
| Einwohner | 503  | 403  | 519  | 412  | 221  | 124  | 104  | 101  | 85   | 73   | 71   | 68   | 86   | 67   |

## Sehenswürdigkeiten
- Kirche Saint-Jean-Baptiste
- Bauernhof Graves, Monument historique
- Schafstall Jas des Terres de Roux, Monument historique
- Mühle Giono, Monument historique

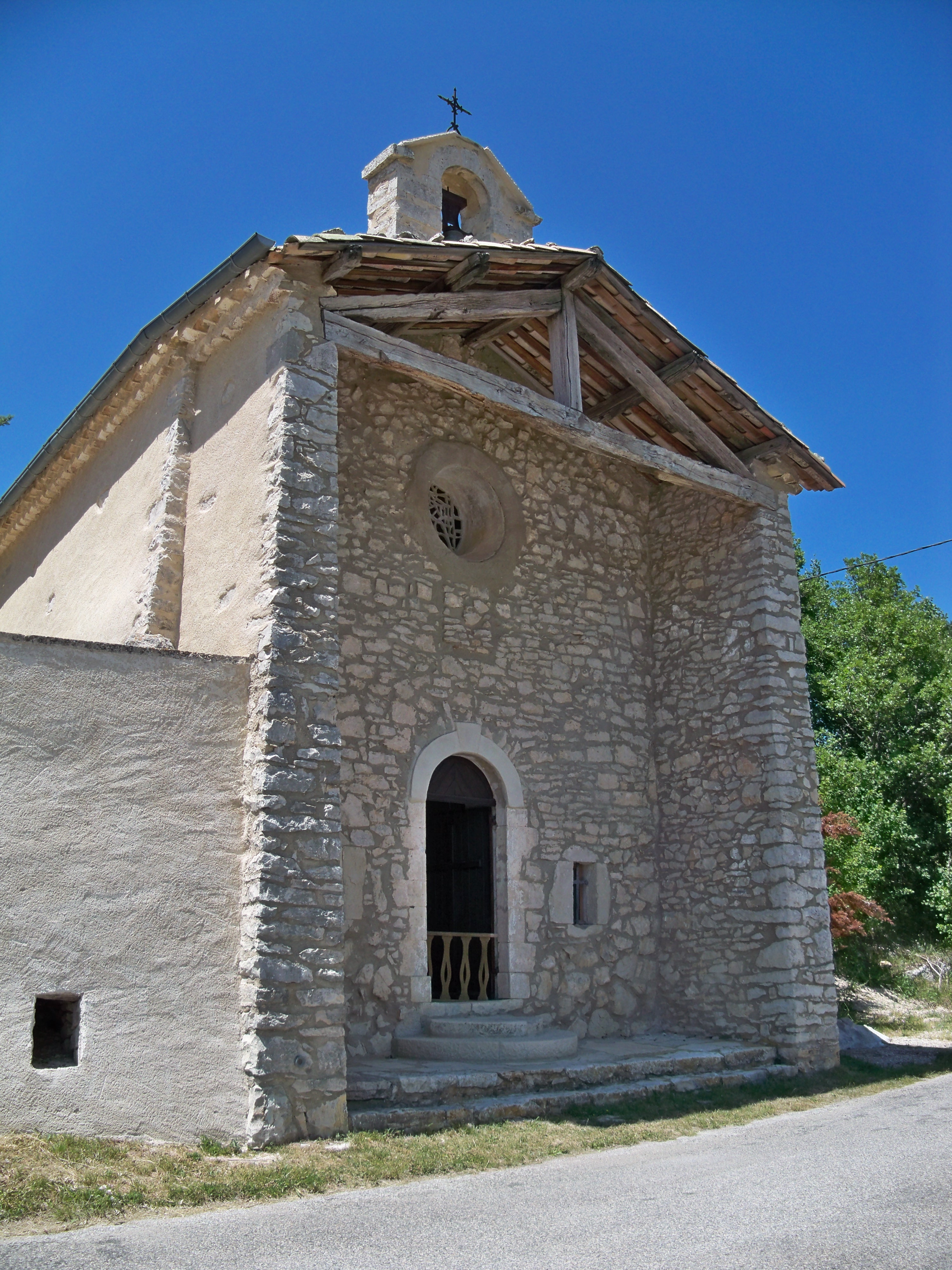
Kirche Saint-Jean-Baptiste
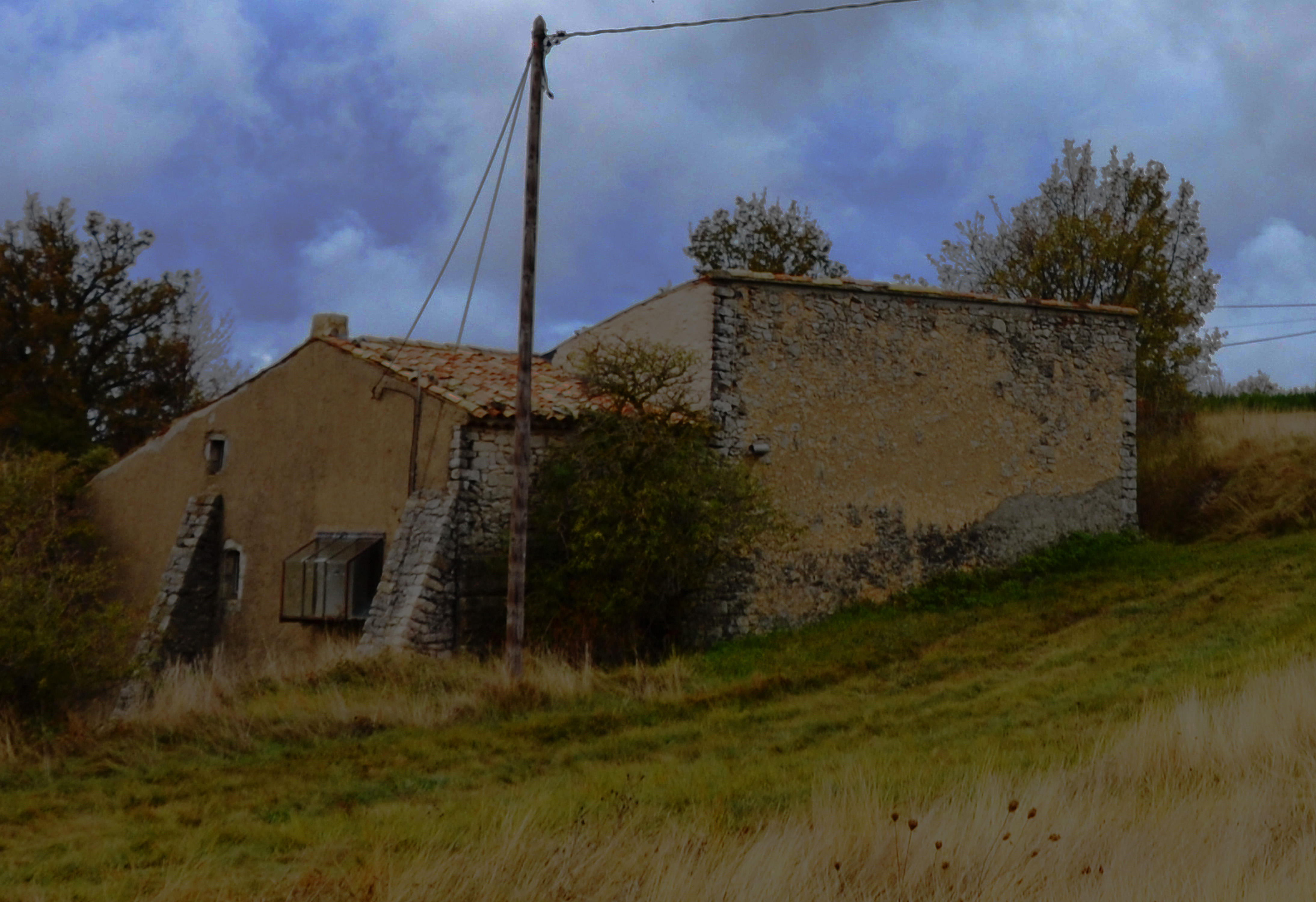
Bauernhof Graves
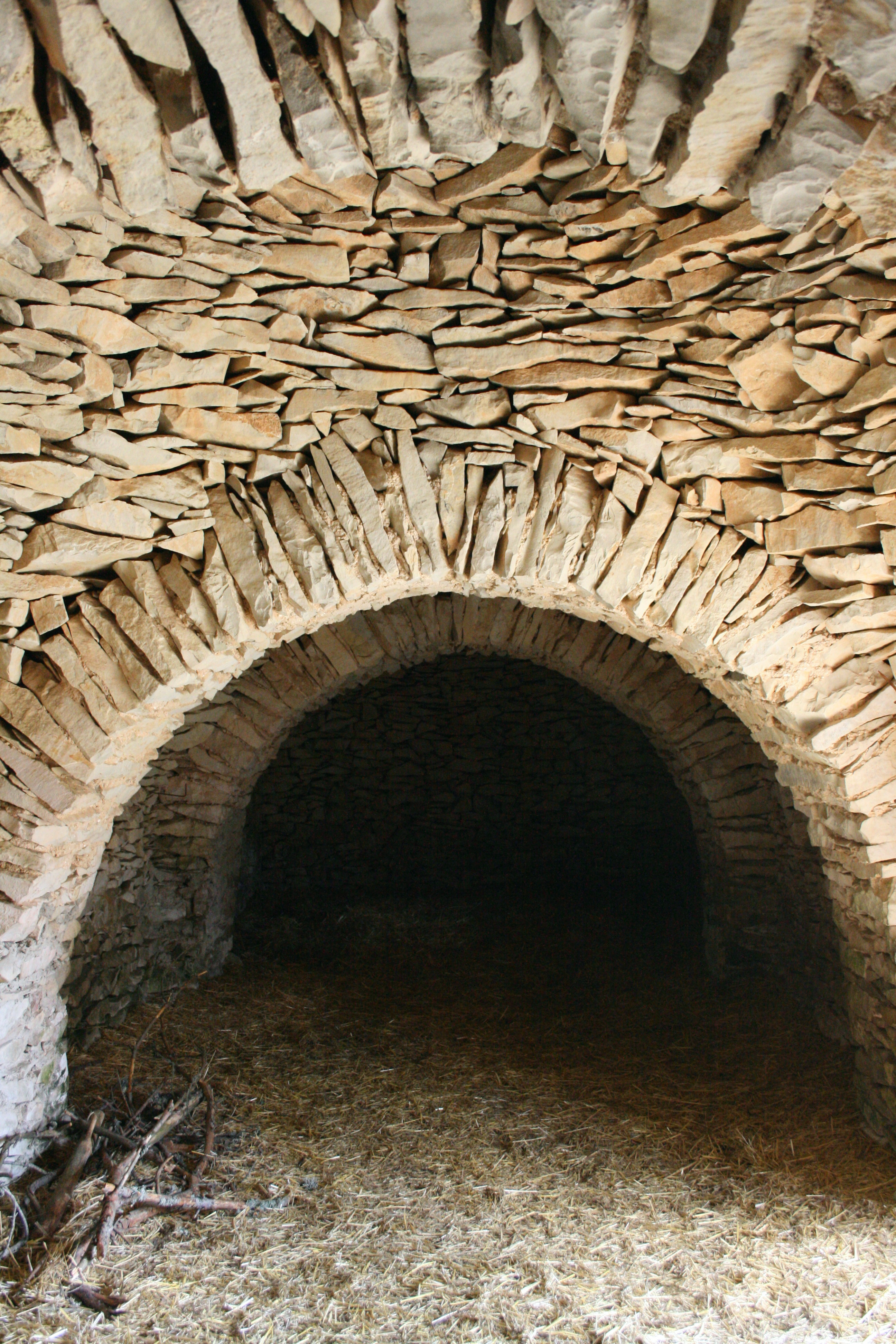
Jas des Terres de Roux
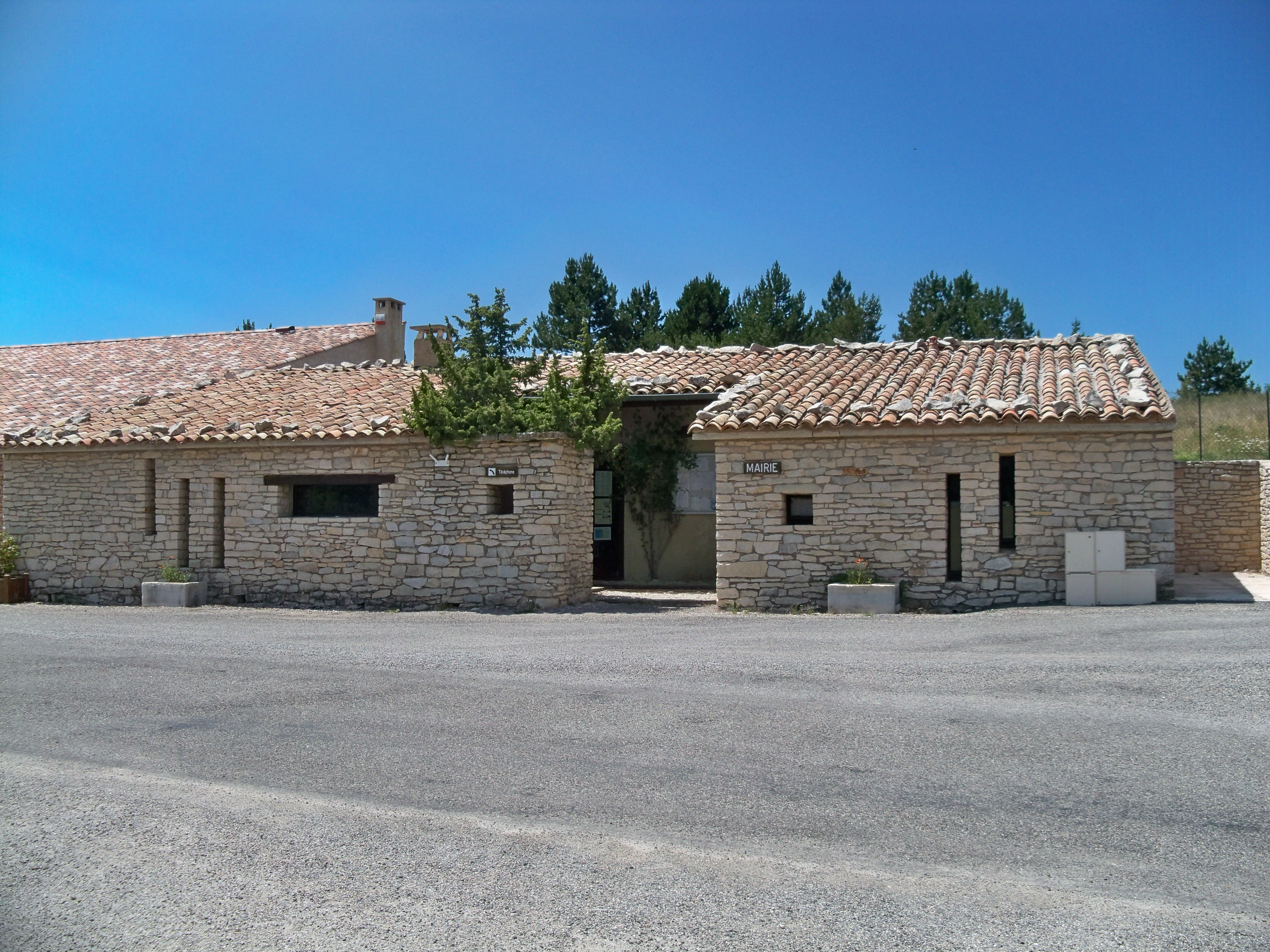
Mairie in Le Contradours